# Ruth Lilly költészeti díj
A Ruth Lilly költészeti díj (Ruth Lilly Poetry Prize) irodalmi díj az Amerikai Egyesült Államokban, melyet minden évben átad az amerikai költészeti alapítvány  (The Poetry Foundation). Az alapítvány megjelentet egy költészeti magazint is  „Poetry”  címen. A díjat  1986-ban alapította Ruth Lilly. Az irodalmi megbecsülés mellé 100 000$ pénzjutalom is jár annak az élő amerikai költőnek, aki életpályája során kimagasló elismerést ért el a költészet területén.

## Díjazottak
2020: Marilyn Chin 

2019: Marilyn Nelson 

2018: Martín Espada 

2017: Joy Harjo 

2016: Ed Roberson 

2015: Alice Notley 

2014: Nathaniel Mackey 

2013: Marie Ponsot 

2012: W. S. Di Piero 

2011: David Ferry

2010: Eleanor Ross Taylor

2009: Fanny Howe

2008: Gary Snyder

2007: Lucille Clifton

2006: Richard Wilbur

2005: C. K. Williams

2004: Kay Ryan

2003: Linda Pastan

2002: Lisel Mueller

2001: Yusef Komunyakaa

2000: Carl Dennis

1999: Maxine Kumin

1998: W. S. Merwin

1997: William Matthews

1996: Gerald Stern

1995: A. R. Ammons

1994: Donald Hall

1993: Charles Wright

1992: John Ashbery

1991: David Wagoner

1990: Hayden Carruth

1989: Mona Van Duyn

1988: Anthony Hecht

1987: Philip Levine

1986: Adrienne Rich

## Külső hivatkozások
- hivatalos oldal.